# Halieutopsis
Genre
Halieutopsis est un genre de poissons marins benthiques de la famille des Ogcocephalidae (ordre des Lophiiformes) et communément appelés « Poissons chauve-souris ». Il s'agit de poissons de petite taille vivant en eaux profondes.

## Répartition et habitat
Les espèces du genre Halieutopsis se rencontrent dans les océans Indien et Pacifique et ce à une profondeur comprise entre 100 et 4 020 m. Seule l'espèce Halieutopsis tumifrons est présente dans l'Est du Pacifique, au large des îles Galápagos.

## Description
Les espèces du genre Halieutopsis présentent une grande tête et un disque corporel, ainsi qu'une queue relativement courte. La tête est déprimée, il n’y a pas de dents sur le vomer et la palatin. Elles ont un esca habituellement avec deux grands lobes ventraux sphériques et un lobe dorsal médian. Les écailles de la ligne latérale avec des neurostomates de chaque côté de l’anus. La base de la nageoire pectorale est fixée au corps et enfouie sous la peau et des filaments dibranchiaux sont présents sur seulement deux arcs branchiaux.
Halieutopsis présente des caractéristiques morphologiques similaires à celles des genres Coelophrys, Dibranchus et Solociaguama. Une analyse comparée menée par Ho en 2022 a révélé des similitudes morphologiques entre Halieutopsis et Coelophrys, ce qui a suscité des discussions sur la possibilité que ces deux genres soient synonymes. Cependant des examens plus approfondis ont conclu à leur distinction.
Les espèces du genre Halieutopsis peuvent être divisées en deux groupes :
- celles présentant des tubercules sur la surface ventrale :
  - Halieutopsis galatea
  - Halieutopsis margaretae - qui est la forme la plus distincte de ce groupe et peut avoir une relation étroite avec Dibranchus et Solocisquama ;
  - Halieutopsis stellifera - qui présente une grande similitude avec le genre Coelophrys en termes de forme corporelle mais s'en différencie en n'ayant pas de nageoires pelviennes fortement réduites et en ayant une esca libre de la paroi de la cavité illiciale.
- celles qui en sont dépourvues (hormis quelques tubercules à la base des nageoires pelviennes) :
  - Halieutopsis andriashevi
  - Halieutopsis bathyoreos
  - Halieutopsis ingerorum
  - Halieutopsis nudiventer
  - Halieutopsis simula
  - Halieutopsis tumifrons

La plupart de ces espèces de ce dernier groupe ont des tubercules bifurqués sur le bord du disque, mais H. andriashevi 'et H. tumifrons ont une crête marginale continue et dentelée composée de tubercules composés du bord du disque, chacun étant formé de 2–3 tubercules simples. La présence commune de 2–3 paires de tubercules simples sur la base de la nageoire pelvienne peut indiquer une relation étroite entre H. bathyoreos, H. nudiventer et H. tumifrons. Malgré un ventre complètement nu, H. simula ressemble à H. stellifera (avec des tubercules denses sur la surface ventrale) et toutes deux semblent représenter une paire d'espèces basée sur leur disque corporel plus ou moins en forme de boîte. Halieutopsis tumifrons a une aire de répartition très distincte, étant le seul membre du genre rencontré dans l'Est du Pacifique, et H. andriashevi est celle présente au plus grandes profondeurs (jusqu'à 4 000 m), les autres membres du genre étant en général présents jusqu'à jusqu'à 3 000 m. Bien que Bradbury ait suggéré que H. tumifrons est la forme la plus dérivée du genre, tant H. tumifrons que H. andriashevi semblent être également hautement dérivées et peuvent avoir évolué indépendamment. Les écailles dentelées semblent ne pas être associées à la formation de boucliers.

## Liste des espèces
Selon World Register of Marine Species (9 mai 2024) :
- Halieutopsis andriashevi Bradbury, 1988
- Halieutopsis bathyoreos Bradbury, 1988
- Halieutopsis galatea Bradbury, 1988
- Halieutopsis ingerorum Bradbury, 1988
- Halieutopsis margaretae Ho & Shao, 2007
- Halieutopsis nudiventer (Lloyd, 1909)
- Halieutopsis simula (Smith & Radcliffe, 1912)
- Halieutopsis stellifera (Smith & Radcliffe, 1912)
- Halieutopsis tumifrons Garman, 1899
- Halieutopsis vermicularis Smith & Radcliffe, 1912

## Statut de protection, menaces
La majorité des espèces répertoriées dans la liste rouge de l’IUCN sont classées comme « least concerned » (H. bathyoreos, H. galatea, H. ingerorum, H. margaretae, H. simula, H. stellifera, H. vermicularis). D’autres n’ont pas assez de données (« data deficient ») (H. andreashevi, H. tumifrons).

## Classification
Le nom valide complet (avec auteur) de ce taxon est Halieutopsis Garman, 1899,.

### Publication originale
- (en) S. Garman, « The Fishes », Memoirs of the Museum of Comparative Zoology, Cambridge (Massachusetts), vol. 24,‎ 1899, p. 1-431 (ISSN 1067-8611, lire en ligne, consulté le 9 mai 2024).